# Saint-Sauveur (Quebec)
Saint-Sauveur é uma cidade localizada na província de Quebec no Canadá.